# Вафтруднир
Вафтруднир (др.-сканд. Vafþrúðnir, буквально «сильный в запутывании») — великан, мудрейший и всезнающий. Задавал вопросы Одину (который был инкогнито), ставкой в споре была жизнь. Проиграл Одину, когда тот задал вопрос: «Что сказал Отец богов на смертном одре своему сыну Бальдру?» Вафтруднир ответил: «Это можешь знать только ты, великий Один! (Вафтруднир наконец узнал, с кем ведёт спор) Я в своей гордыне проиграл спор мудрейшему из мудрых!».
Полностью спор воспроизведен в Саге «Речи Вафтруднира». Существует множество вариаций этой саги, наиболее известны устное сказание древних скальдов и в компиляции исландского скальда Снорри Стурлусона.
Сюжет этой песни — состязание в мудрости, в котором побежденный расплачивается жизнью. В последнее время господствует мнение, что она возникла в языческую эпоху (в X в.). Сюжет песни имеет много фольклорных параллелей, а сама её форма, по-видимому, отражает обучение учеников жрецом и восходит к ритуальному диалогу, в котором симметричность вопросов и ответов и их нумерация — мнемотехнические приемы.